# Aßberg (Thüringer Schiefergebirge)
Der Aßberg ist ein 706,4 m ü. NHN hoher Berg des Thüringer Schiefergebirges im Landkreis Saalfeld-Rudolstadt, Thüringen (Deutschland). 
Er liegt nordöstlich des Neuhauser Ortsteils Lichte und östlich der Talsperre Leibis-Lichte im Naturpark Thüringer Wald. 
| Bezeichnung  | Höhe NHN | Richtung |
| Rehhecke     | 719,8 m  | N        |
| Mühlberg     | 609,2 m  | N        |
| Rauhhügel    | 802,0 m  | S        |
| Mutzenberg   | 769,6 m  | SW       |
| Spitzer Berg | 790,3 m  | SO       |